# Amanda Beard
Amanda Ray Beard (Newport Beach, California, 29 de octubre de 1981) es una nadadora de categoría olímpica y modelo de Estados Unidos. Beard participó en los Juegos Olímpicos de Atlanta 1996, Juegos Olímpicos de Sídney 2000, Juegos Olímpicos de Atenas 2004, y Juegos Olímpicos de Pekín 2008, obteniendo un total de 7 medallas, la más reciente en los juegos Olímpicos de Atenas 2004. Establece el primer lugar a nivel mundial de 200 metros en natación en el 2003. En competiciones estadounidenses, Beard ganó tres veces en 200 metros de natación, tres veces 100 metros de natación y dos veces el medley individual de 200 metros.

## Carrera

### Juegos Olímpicos Atlanta 1996
Amanda Beard realiza su primera aparición Olímpica en la competencia de natación de los Olimpíadas de Atlanta a la edad de 14, siendo todavía una estudiante del Irvine High School en Irvine, California. Su juvenil y tímida aparición atrajo la atención de la prensa, y ella fue a menudo fotografiada con su osito de peluche, incluso mientras recibía la medalla.
| Juegos Olímpicos de Atlanta 1996 Resultados     | Juegos Olímpicos de Atlanta 1996 Resultados     | Juegos Olímpicos de Atlanta 1996 Resultados     | Juegos Olímpicos de Atlanta 1996 Resultados     |
| Final medal count: 3 (1 Oro, 2 plata, 0 bronce) | Final medal count: 3 (1 Oro, 2 plata, 0 bronce) | Final medal count: 3 (1 Oro, 2 plata, 0 bronce) | Final medal count: 3 (1 Oro, 2 plata, 0 bronce) |
| ----------------------------------------------- | ----------------------------------------------- | ----------------------------------------------- | ----------------------------------------------- |
| Fecha                                           | Evento                                          | Tiempo Final                                    | Posición                                        |
| 23 de julio                                     | 200 m breaststroke                              | 2:25.75                                         | 2.º                                             |
| 24 de julio                                     | 4 x 100 m medley                                | 4:02.88                                         | 1.º                                             |
| 26 de julio                                     | 100 m breaststroke                              | 1:08.09                                         | 2.º                                             |

Amanda Beard se convirtió en la segunda ganadora olímpica más joven en toda la historia de la natación.

### Juegos Olímpicos Sídney 2000
| Juegos Olímpicos de Sídney 2000 Resultados    | Juegos Olímpicos de Sídney 2000 Resultados    | Juegos Olímpicos de Sídney 2000 Resultados    | Juegos Olímpicos de Sídney 2000 Resultados    |
| Medallero Final: 1 (0 Oro, 0 Plata, 1 bronce) | Medallero Final: 1 (0 Oro, 0 Plata, 1 bronce) | Medallero Final: 1 (0 Oro, 0 Plata, 1 bronce) | Medallero Final: 1 (0 Oro, 0 Plata, 1 bronce) |
| --------------------------------------------- | --------------------------------------------- | --------------------------------------------- | --------------------------------------------- |
| Fecha                                         | Evento                                        | Tiempo Final                                  | Lugar                                         |
| 20 de septiembre                              | 200 m braza femenino                          | 2:25.35                                       | 3.º                                           |

Beard asistióa a la Universidad de Arizona donde ganó participando individualmente en la NCAA Campeonato de División I en el 2001. En el 2003, Se convirtió en la campeona mundial y mantiene el récord mundial en natación de 200 metros braza.

### Juegos Olímpicos Atenas 2004
Beard realiza una buena aparición en las pruebas en Estados Unidos, calificando para participar en los Juegos Olímpicos Atenas 2004, en cuatro eventos de estos juegos.
| Juegos Olímpicos de Atenas 2004 Resultados    | Juegos Olímpicos de Atenas 2004 Resultados    | Juegos Olímpicos de Atenas 2004 Resultados    | Juegos Olímpicos de Atenas 2004 Resultados    |
| Medallero Final: 3 (1 Oro, 2 Plata, 0 bronce) | Medallero Final: 3 (1 Oro, 2 Plata, 0 bronce) | Medallero Final: 3 (1 Oro, 2 Plata, 0 bronce) | Medallero Final: 3 (1 Oro, 2 Plata, 0 bronce) |
| --------------------------------------------- | --------------------------------------------- | --------------------------------------------- | --------------------------------------------- |
| Fecha                                         | Evento                                        | Tiempo Final                                  | Lugar                                         |
| 16 de agosto                                  | 100 m breaststroke                            | 1:07.44                                       | 4.º                                           |
| 17 de agosto                                  | 200 m medley                                  | 2:11.70                                       | 2.º                                           |
| 19 de agosto                                  | 200 m breaststroke                            | 2:23.37                                       | 1.º                                           |
| 21 de agosto                                  | 4 x 100 m medley                              | 3:59.12                                       | 2.º                                           |

### Juegos Olímpicos Pekín 2008
En las pruebas de los Juegos Olímpicos Pekín 2008, Beard acabó en segundo lugar en la prueba de 200 metros femenino y calificó para su cuarta Olimpíada consecutiva. El 30 de julio del 2008, en el entrenamiento final del equipo de Natación de Estados Unidos en Singapur, Beard junto a Dara Torres y Natalie Coughlin, fueron escogidas cocapitanas del Equipo Femenino de Natación de Estados Unidos.
| Juegos Olímpicos de Pekín 2008 Resultados     | Juegos Olímpicos de Pekín 2008 Resultados     | Juegos Olímpicos de Pekín 2008 Resultados     | Juegos Olímpicos de Pekín 2008 Resultados     |
| Medallero Final: 0 (0 Oro, 0 Plata, 0 bronce) | Medallero Final: 0 (0 Oro, 0 Plata, 0 bronce) | Medallero Final: 0 (0 Oro, 0 Plata, 0 bronce) | Medallero Final: 0 (0 Oro, 0 Plata, 0 bronce) |
| --------------------------------------------- | --------------------------------------------- | --------------------------------------------- | --------------------------------------------- |
| Fecha                                         | Evento                                        | Tiempo Final                                  | Lugar                                         |
| 14 de agosto                                  | 200 m breaststroke                            | 2:27.70                                       | SA                                            |

- SA- Sin avance

En Pekín, Beard falló en seguir a las semifinales en los 200 metros, posicionándose en el puesto 18 en las preliminares.

### Modelo y Publicidad
Su trabajo de modelo incluye apariciones en FHM, en el 2006 Sports Illustrated Swimsuit Edition, y posó desnuda en julio de 2007 como tema central de Playboy magazine.
Ella es vocera de Defensores de la Vida Salvaje, y disfruta de la decoración de interiores. Ambas de sus hermanas, Leah y Taryn, son nadadoras. Amanda se estableció en el octavo puesto en el Toyota Grand Prix de la competencia de carros Long Beach Celebrity en el 2006.
En noviembre de 2007, Beard realiza su primer comercial televisivo para GoDaddy titulado "Shock". Se presenta ilustrando las siete medallas olímpicas obtenidas desde 1996-2004. Mark Spitz realiza una aparición como cameo.
En abril de 2008, se une a un programa deportivo de charla de la cadena Fox llamado The Best Damn Sports Show Period como corresponsal cubriendo los más importante eventos deportivos.
En el 2008, Beard participa en una campaña en contra del uso de pieles para la organización PETA. Ella fue fotografiada desnuda frente a una bandera estadounidense. La bandera se encuentra de manera incorrecta de acuerdo al Código de la banderas de Estados Unidos con el campo azul en la parte de arriba a la derecha.

## Récords Personales
Los mejores tiempos de Amanda Beard en larga distancia son:
- 100 m braza: 1:07.42
- 200 m braza: 2:22.44 (tercera nadadora más rápida de evento)
- 200 m medalla individual: 2:11.70